# شتاینینگن
شتاینینگن (به آلمانی: Steiningen) یک شهر در آلمان است که در فولکانایفل واقع شده‌است. شتاینینگن ۲۰۵ نفر جمعیت دارد.